# Werbljuschka
Werbljuschka (ukrainisch und russisch Верблюжка) ist ein großes Dorf in der Oblast Kirowohrad im Zentrum der Ukraine mit etwa 2000 Einwohnern.

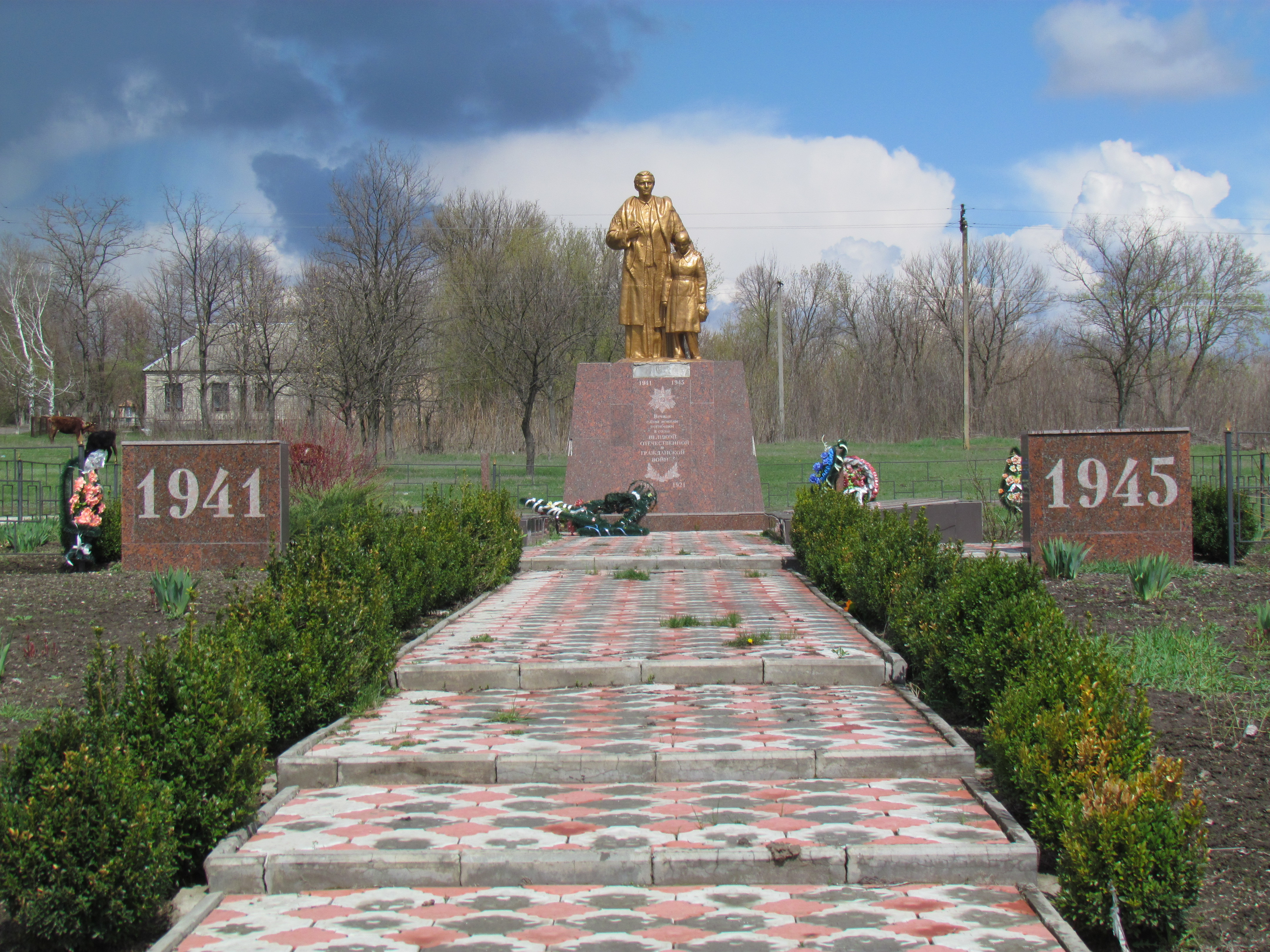
Denkmal im Ort

## Geographie
Das Dorf liegt an der Territorialstraße T 12–10, die in Richtung Osten über das 35 km entfernte Petrowe bis nach Schowti Wody und in Richtung Südwesten über Dolynska bis nach Ustyniwka führt.
Außerdem liegt Werbljuschka am Ufer des Flusses Welyka Werbljuschka (ukrainisch Велика Верблюжка), dem das Dorf seinen Namen verdankt. Das ehemalige Rajonzentrum Nowhorodka liegt 25 km westlich des Ortes.
Am 12. Juni 2020 wurde das Dorf ein Teil der neugegründeten Siedlungsgemeinde Nowhorodka, bis dahin bildete es die gleichnamige Landratsgemeinde Werbljuschka (Верблюзька сільська рада/Werbljuska silska rada) im Osten des Rajons Nowhorodka.
Am 17. Juli 2020 kam es im Zuge einer großen Rajonsreform zum Anschluss des Rajonsgebietes an den Rajon Kropywnyzkyj.

## Geschichte
Das Dorf ist eine Gründung der Kosaken. In den Jahren 1754 bis 1759 und von 1761 bis 1764 gehörte der Ort zum Gebiet des Nowoslobidskyj-Kosaken-Regiments, einer administrativ-territorialen und militärischen Einheit in der Ukraine. 
 Von 1982 bis 1985 hieß das Dorf Pohrebnjakowo (Погребняково).

## Persönlichkeiten
- Matwij Hryhorjew (1884–1919), bekannt als "Ataman Grigoriev", paramilitärischer Führer während der Ukrainischen Volksrepublik
- Terenti Fomitsch Umanski (1906–1992), sowjetischer Generalmajor, Held der Sowjetunion